# Симеоно-Агрипінська церква
Симеоно-Агрипінська церква – православний храм, що розташовувався в місті Миколаїв. Знищена в ніч проти 18 вересня 1960 року.

## Історія

### Будівництво
Ініціатором будівництва виступив надвірний радник Павлов. До цього його спонукав невеликий спадок – 5000 рублів сріблом, який йому заповідала померла сестра віце-адмірала Семена Григоровича Алексєєва – дівиця Агрипіна. На ці гроші за її заповітом треба було збудувати у Миколаєві храм в ім'я Симеона Богоприємця та Святої мучениці Агрипіни.
У березні 1865 року домовласники Миколаєва звернулися до Міської Думи з проханням про будівництво молитовного будинку на місці сучасного Пушкінського кільця:
|  | На площі вище за привізний ринок, до пісків, і вже було зібрано пожертв доброхотів 1865 руб. |

13 червня 1867 року адмірал Б. О. Глазенап затвердив фасад та план храму, складений миколаївським міським архітектором Володимиром Єфремовичем Андрієвським.
За задумом архітектора, храм вінчав високий барабан із великими вікнами та подовжений гранований купол. Стіни фасадів виконані в стилі еклектики: декоровані рустованим пілястрами, на другому ярусі розміщені подвійні та потрійні венеціанські вікна. Споруда була вдало вписана в навколишній міський пейзаж, виділялася своєю висотою, силуетом і пропорціями на тлі малоповерхової забудови, що оточувала його і добре переглядалася з різних точок.
Церква призначалася для 55 піхотного полку. 3 січня 1868 року адмірал Б. О. Глазенап попереджає Міську Думу про те, що будівництво у місті Миколаєві кам'яного молитовного будинку для квартируючого 55-го полку має бути допущена як тимчасова міра, оскільки перебування полку мало вважатися тимчасовим.
У 1897 році Симеоно-Агрипінська церква була капітально відремонтована та перебудована на церковні кошти та пожертвування громадян у двопрестольну.
Після революції 1917 року у церкві розташовувалися прихильники «Живої церкви» – організації, що виникла травні 1922 року за активної підтримки Державного політичного управління при НКВС РРФСР.
2 лютого 1938 року постановою Миколаївського облвиконкому храм було закрито.
Під час окупації нацистської Німеччини, як і в інших храмах міста, в ньому були дозволені богослужіння. Працювала церква і після визволення міста.
З листопада 1944 року настоятелем храму став отець Віктор. Він відомий тим, що після звільнення Миколаєва збирав убитих радянських солдатів та ховав їх на території храму. На гроші парафіян там було встановлено обеліск. 1960 року останки солдатів перепоховали на міському некрополі. Туди ж перенесли обеліск.

### Знищення
Симеонівська церква була повністю зруйнована в 1960 році. У зв'язку з реконструкцією проспекту Леніна постало питання зносу церкви. Храм заважав розміщенню тролейбусних ліній, а саме будівництву самого кільця. Рішення про її знесення було ухвалено Миколаївським міськвиконкомом 23 травня 1960 року.
Проти знесення Симеонівської церкви виступив головний архітектор області Василь Павлович Скуратовський. Він запропонував проектантам зменшити діаметр розвороту кола та залишити церкву на місці. Проте творці проекту стали проти, заявляючи, що на малому колі не можна буде розвернутися великовантажним машинам з причепами та здвоєним тролейбусам.
Заступник голови Г. Михайлов, який проводив засідання, запропонував архітекторам і проектувальникам разом з представниками авто- та електротранспорту експеримент: за містом, у полі побудувати макет малого кола і церкви, щоб перевірити можливість розвороту транспорту в таких умовах. Завдання було виконане. Випробування показали, що малому колі транспорт не розгорнеться.
Вже 3 вересня 1960 року Миколаївський облвиконком ухвалив рішення № 816 «Об изъятии церковного здания, находящегося в пользовании Семеновской религиозной общины, разборке его и других зданий в связи с реконструкцией города Николаева»:
|  | 1. Рассмотрев решение исполкома Николаевского горсовета №535 от 23 мая 1960 года «О сносе строения мастерской облконторы "Укрсельэлектрострой", жилого церковного дома, здания Семеновской церкви города в связи с реконструкцией проспекта Ленина», – утвердить. 2. Расторгнуть договор с Семеновской религиозной общиной. Горкомхозу материалы от разборки здания Семеновской церкви передать облстройтресту для строительства детсада по улице Стадионной. |

17 вересня 1960 року, до настання темряви, до Симеонівської церкви та прилеглих вулиць була підтягнута потужна землерийна техніка, автокрани, погружчики, самоскиди. Підривали церкву військові сапери Одеського військового округу.
Одразу після вибуху почали працювати екскаватори, погружчики та самоскиди. Місце вибуху засипали землею, зробили коло розвороту транспорту та навіть посадили чагарники, дерева та квіти.

## Пам'ять
Протягом багатьох років православна громадськість міста зверталася до влади з проханням про виділення ділянки для відтворення Свято-Симеонівської церкви на її історичному місці – на перетині проспекту Центральному та вулиці Пушкінській. Однак через прокладені підземні комунікації, транспортні магістралі і забудову, що склалася, зведення тут церкви виявилося неможливим. На згадку про неї вирішено було на цьому місці закласти камінь і надалі встановити пам'ятник покровителю міста — святителю Миколаю. 4 жовтня 1997 року камінь було встановлено.
22 травня 1999 року навпроти Центрального стадіону було виділено ділянку під будівництво нової Симеонівської церкви. Будівництво храму досі продовжується.